# آروناچال پرادش
آروناچال پرادش (به زبان هندی: अरुणाचल प्रदेश) یکی از ایالات کشور هند است. مرکز آن شهر ایتاناگار است. این ایالت در خاوری‌ترین بخش هندوستان واقع شده و معنی نام آروناچال پرادش هم «سرزمین کوه‌های روشن‌شده در پگاه» است. پرادش به معنی سرزمین است.
آروناچال پرادش یکی از ایالت‌های شمال شرق هند است. این ایالت در مرز با چین، بوتان و میانمار قرار دارد و به دلیل موقعیت جغرافیایی‌اش همواره اهمیتی راهبردی برای هند داشته است. بیشتر مساحت آن کوهستانی و پوشیده از جنگل‌های انبوه است که رودهای متعددی از جمله رود برهماپوترا از آن سرچشمه می‌گیرند.
از نظر فرهنگی، آروناچال پرادش بسیار متنوع است و بیش از بیست قبیله بومی با زبان‌ها، آیین‌ها و سنت‌های خاص خود در آن زندگی می‌کنند. این تنوع قومی باعث شده جشنواره‌ها، موسیقی و هنرهای محلی بخش جدانشدنی از زندگی اجتماعی مردم باشند.
دین‌های گوناگون در این ایالت حضور دارند، از جمله آیین بودایی که در بخش‌های نزدیک مرز بوتان و تبت گسترده است، و همچنین آیین‌های بومی که هنوز در میان برخی قبایل زنده‌اند. مسیحیت نیز در قرن بیستم به‌ویژه در میان برخی از جوامع بومی نفوذ کرده است.
از نظر منابع طبیعی، ایالت سرشار از جنگل‌های بکر، گونه‌های گیاهی و جانوری کمیاب و زیست‌بوم‌های متنوع است که آن را به یکی از نقاط مهم برای پژوهش‌های زیست‌محیطی و گردشگری طبیعی در هند بدل کرده است. با وجود این، توسعه اقتصادی و زیرساختی در آروناچال پرادش نسبت به بسیاری از ایالت‌های دیگر هند عقب‌تر است و دولت هند سرمایه‌گذاری ویژه‌ای برای جبران این عقب‌ماندگی انجام می‌دهد.
این ایالت همچنین در کانون اختلافات مرزی میان هند و چین قرار دارد و همین مسئله بر سیاست و امنیت منطقه تأثیر گذاشته است. در مجموع، آروناچال پرادش ترکیبی از طبیعت بکر، تنوع فرهنگی و اهمیت ژئوپولیتیک است که آن را در میان ایالت‌های هند جایگاهی خاص بخشیده است.

## نام‌گذاری
آروناچال پرادش به معنای سرزمین کوه‌های سپیده‌دم است که در زبان سانسکریت به معنی رهبر ایالت می باشد. مردمان قسمت شرقی آروناچال پرادش و بعضی از ناحیه های تبت در متون باستانی تبتی، مردم لوبها این مکان را با نام لویو و آروناچال پرادش غربی در متن تبتی مونیل نام برده می شد.

## مناقشه سرزمینی
چین و هند که بیش از چهار هزار کیلومتر مرز مشترک دارند در برخی مناطق از جمله در ایالت سیکیم، آروناچال پرادش، تبت و کشمیر با هم اختلاف ارضی دارند. چین ادعای مالکیت بر ۹۰ هزار کیلومتر در منطقه‌ای را دارد که هند آن را ایالت «آروناچال پرادش» می‌نامد.
چین بر این ایالت ادعای حاکمیت دارد و آن را جزو تبت و به عنوان تبت جنوبی می‌داند و آن را بخشی از خاک خود اعلام کرده‌است. خط مرزی فعلی بین چین و هند همان خط پیشنهادی مک‌ماهون می‌باشد.
اختلافات مرزی چین و هند که به درگیری نظامی هر چند کوچک در ۱۹۶۲ در این منطقه انجامید در اصل حاصل اختلافات شدیدتر مرزی این در در اقصی چین بود البته سیاست به پیش هند نیز شدیداً بر آن دامن زد.
هند منطقه «توانگ» در ایالت آروناچال پرادش را بخش جدایی‌ناپذیر این ایالت و در نتیجه بخشی از خاک خود می‌داند.
خط مرزی این منطقه، زمانی مشخص شد که هند هنوز مستعمرهٔ انگلیس بود. در سال ۱۹۶۲ بر سر همین ایالت، جنگ کوتاه مدت اما بسیار خشنی میان دو کشور درگرفت. از آن زمان به بعد، هند تسلط خود را بر این ایالت مرزی محکم‌تر کرد اما درگیری‌های پراکنده و تنش هر چند گاه پیرامون خط مرزی رخ می‌دهد.

### دوران باستان

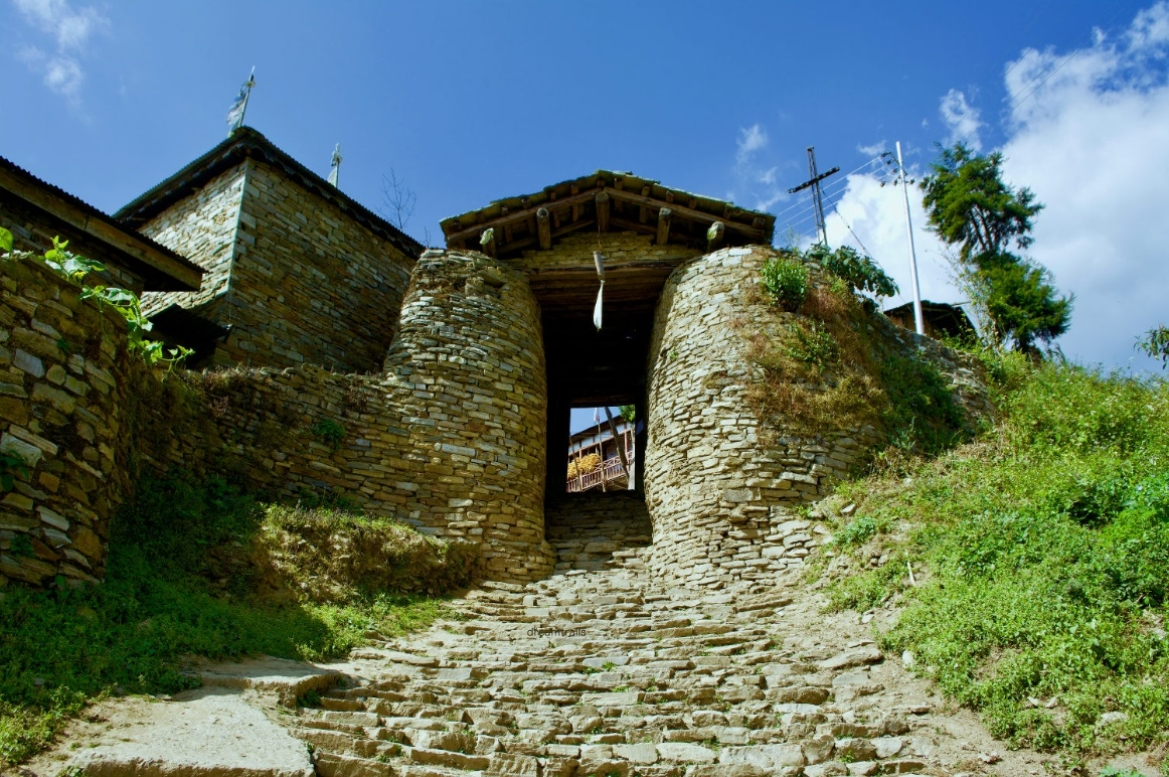
دزونگ تمبرنگ ساخته‌شده در سدهٔ دوازدهم، گونه‌ای از دزونگ که در بوتان و تبت رایج است

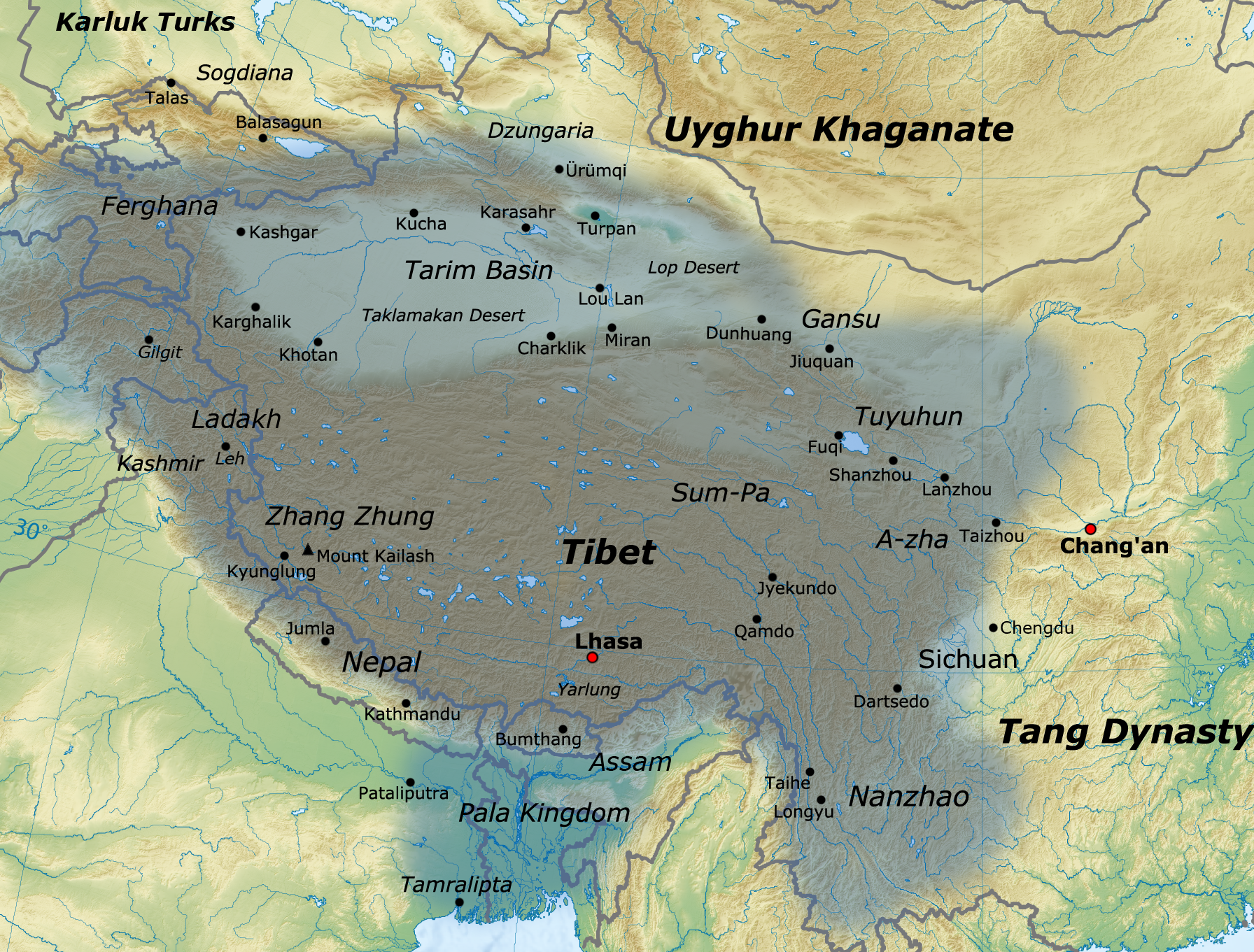
آروناچال پرادش زیر سلطهٔ امپراتوری تبت در سده‌های هفتم و هشتم میلادی

### دوران میانه

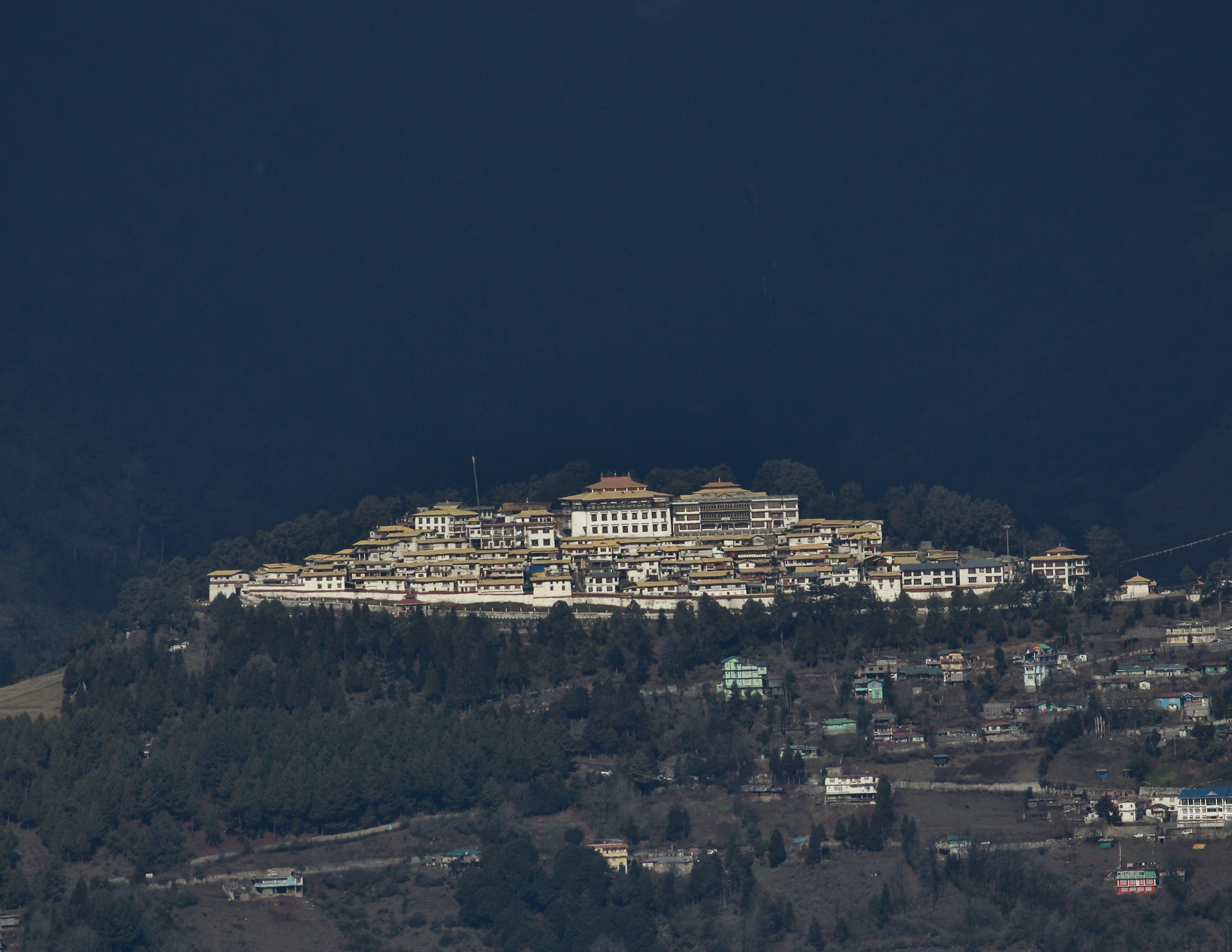
صومعه تاوانگ ساخته‌شده در سدهٔ هفدهم به فرمان پنجمین دالایی لاما، بزرگ‌ترین صومعه در هند و دومین در جهان پس از کاخ پوتالا در لهاسا، تبت. این صومعه از معدود مراکز بوداگرایی تبتی است که از انقلاب فرهنگی مائو تسه‌تونگ آسیب ندید.

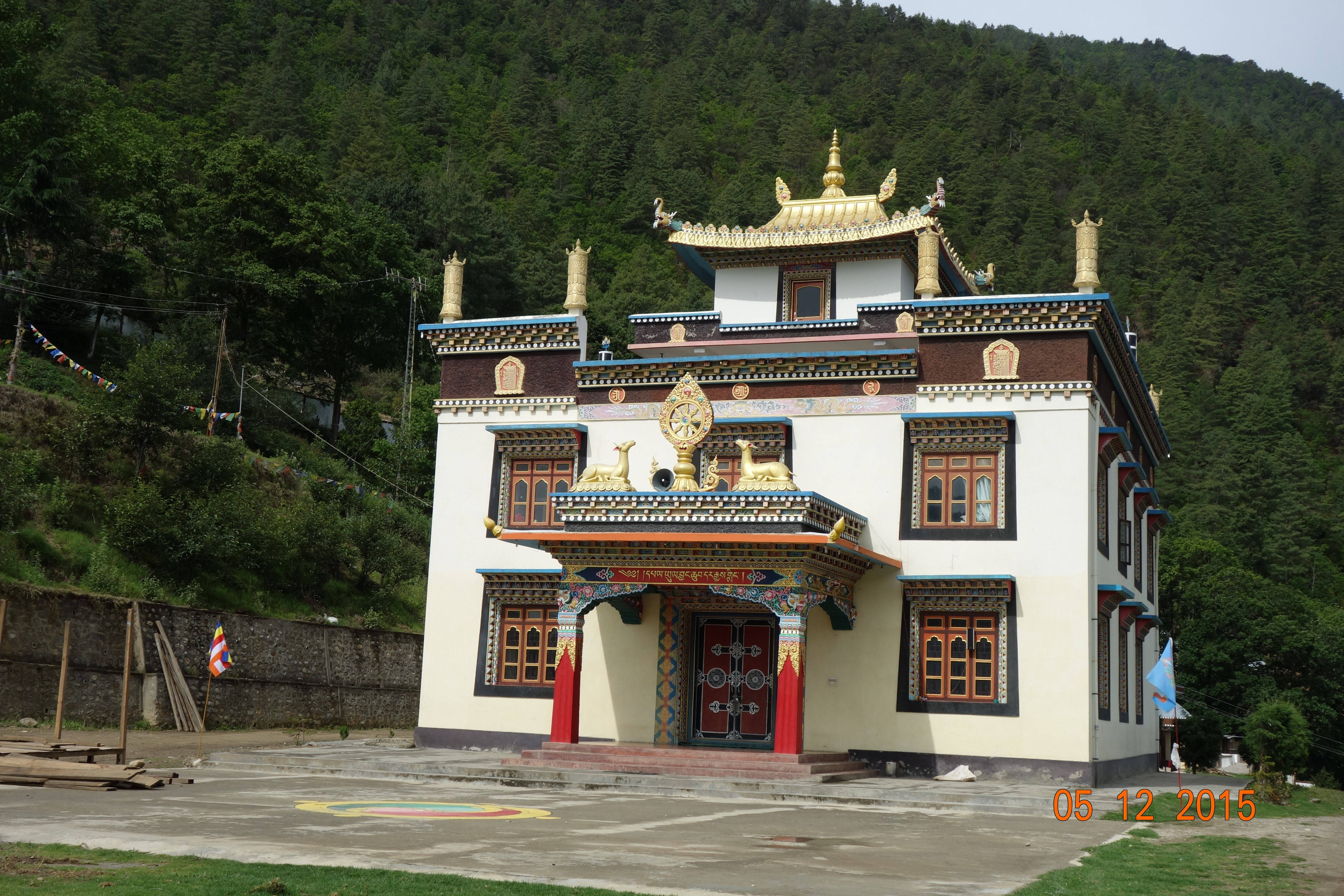
دزونگ دیرنگ ساخته‌شده به دستور پنجمین دالایی لاما

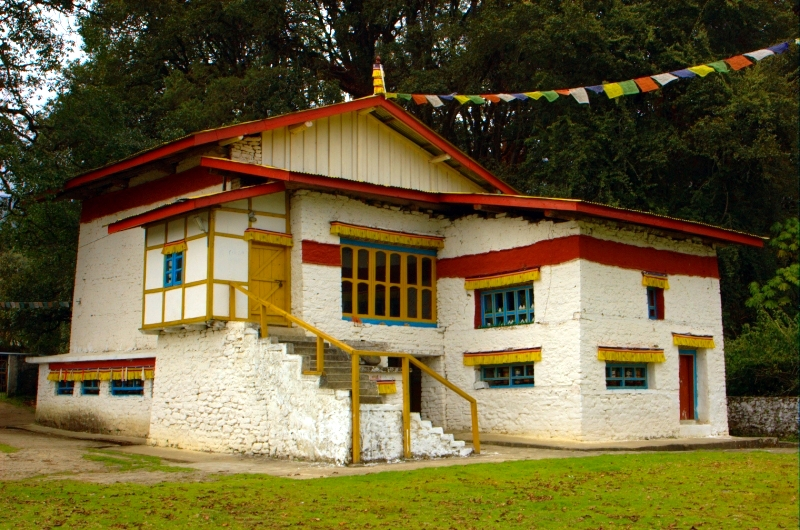
صومعه اورگِلینگ ساخته‌شده در ۱۴۸۹ میلادی در تاوانگ، زادگاه ششمین دالایی لاما، تسانگیانگ گیاتسو

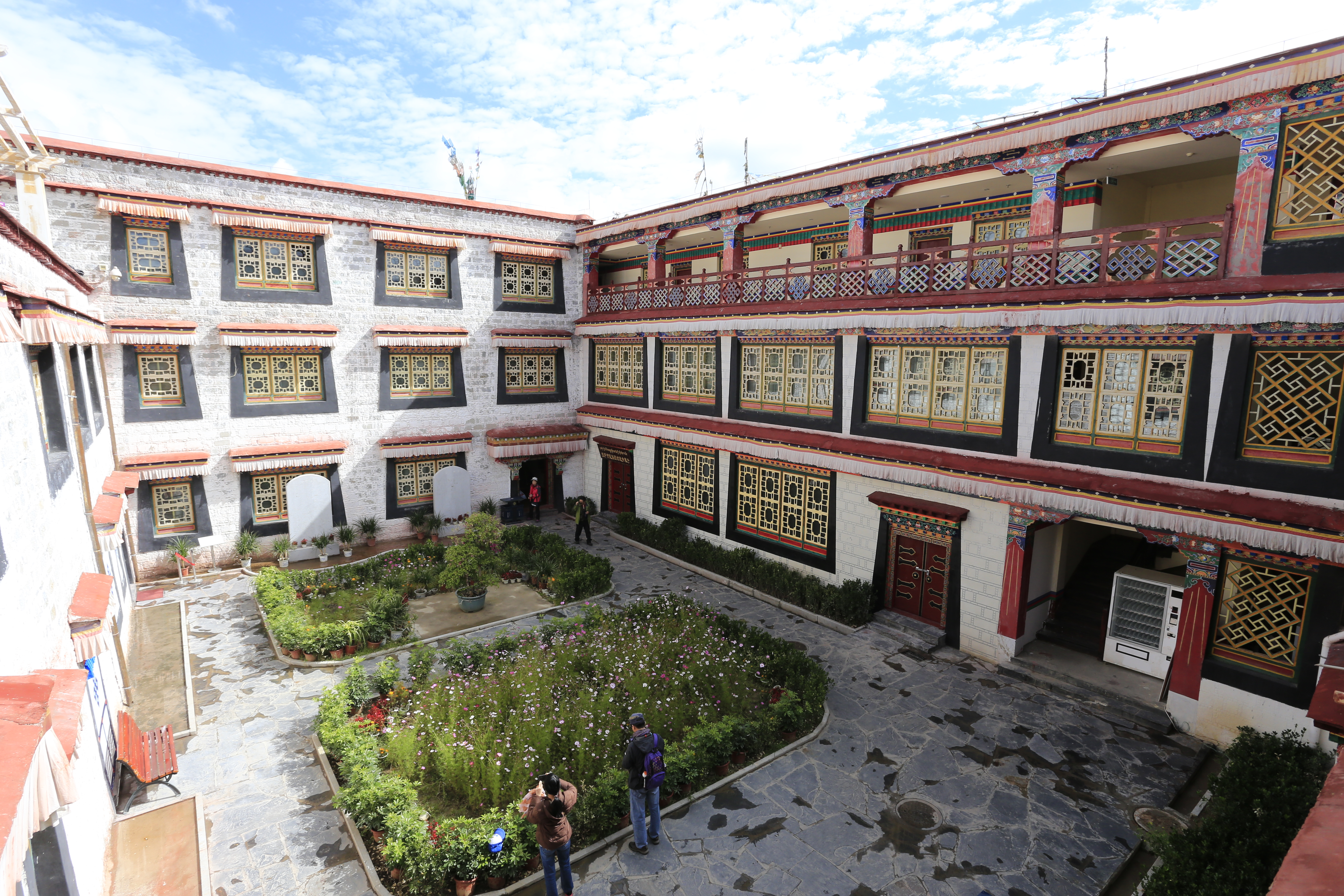
ترامزیکانگ در لهاسا ساخته‌شده به دستور ششمین دالایی لاما